# چرخه ترمودینامیکی
وقتی که یک سیستم از حالت اولیه چندین تغییر حالت یا فرآیند متفاوت را طی کند و در نهایت به حالت اولیهٔ خود بازگردد، سیستم یک سیکل (چرخه) را طی کرده‌است.
بنابراین در خاتمهٔ یک سیکل، تمام خواص سیستم و متغیرهای حالت همان مقادیری را خواهند داشت، که در اول داشته‌اند.

## انواع چرخه‌های ترمودینامیکی
- چرخه کارنو
- چرخه دیزل
- چرخه دوگانه
- چرخه استرلینگ
- چرخه اریکسون
- چرخه برایتون
- چرخه رانکین
- چرخه اتو
- چرخه توربین گاز بازیاب

نمودار p-v چرخه ایدهآل موتور گرمایی

- چرخه توربین گاز سردکن بین مرحله‌ای، گرمایش مجدد و بازیاب

## جستارهای وابسته

مثال یک سیستم واقعی الگوبرداری شده توسط فرایند واقعی. نمودار PV و TS چرخه برایتون در فرایندهای موتور توربین گاز